# Иванчин-Писарев, Александр Иванович
Алекса́ндр Ива́нович Ива́нчин-Пи́сарев (30 марта (11 апреля) 1849, Москва — 27 июня (10 июля) 1916, Санкт-Петербург) — деятель народнического движения, журналист.

## Биография
Родился в 1849 году в Москве в семье отставного штаб-ротмистра, богатого помещика, владевшего деревнями в Даниловском уезде Ярославской губернии.
Решив жить независимо от родителей юноша перевёлся из дворянского пансиона в ярославскую гимназию, откуда был исключён за эпиграмму на инспектора. Уехал в Кострому, где поступил в гимназию и давал платные уроки в богатых семьях. Окончив гимназию, поступил на физико-математический факультет Московского университета (1868), затем перешёл (1871) в Петербургский университет, который окончил в 1872 году.
В Москве стал членом кружка «чайковцев», организовал по его поручению книжный склад для распространения литературы для народа.
В мае 1872 года уехал в доставшееся ему по наследству село Потапово в Даниловском уезде Ярославской губ., где устроил школу для крестьянских детей, столярную мастерскую на артельных началах, собирался устроить нелегальную типографию. Избран гласным уездного земства от крестьян. В 1873 году организовал съезд учителей двух уездов. Потапово стало одним из центров народнического движения, в нём бывали С. М. Степняк-Кравчинский, Д. А. Клеменц, Н. А. Саблин, И. А. Союзов, Н. А. Морозов.

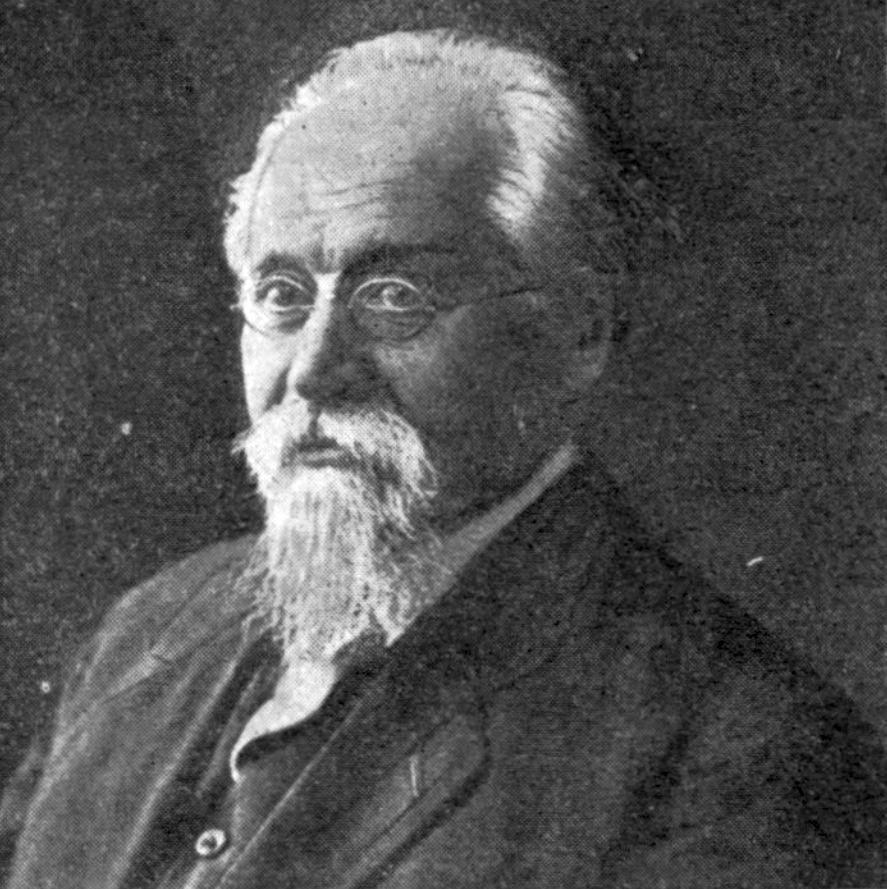
А. И. Иванчин-Писарев в 1916 году

После доноса местного священника Иванчин-Писарев 11 мая 1874 года покинул село и перешёл на нелегальное положение. Год странствовал по России, проводя агитацию среди рабочих и крестьян. Когда начались аресты, уехал за границу, где участвовал в русских нелегальных изданиях «Вперёд!» и «Работник», писал пропагандистские брошюры. В 1876 году нелегально вернулся в Россию. При помощи секты «неплательщиков» пытался объединить народнические элементы на Урале. В Петербурге помогал в организации побега из Литовского замка В. Фигнер, О. Любатович, С. Бардиной. Весной 1877 года вместе с Н. А. Морозовым, В. Н. Фигнер, Ю. Н. Богдановичем, А. К. Соловьёвым предпринял двухлетнее хождение в народ в Тамбовской, затем Саратовской и Самарской губерниях; работал волостным писарем.
Хождение в народ Иванчин-Писарев описал в одноимённых воспоминаниях, в которых изобразил жизнь деревни и дал портреты знакомых народников. Помимо воспоминаний он является автором пропагандистских сказок для народа «Внушителя словили» («Социалиста словили»), «Раек», «О Смутном времени на Руси», очерка «Кулак-общинник».
С 1879 года член «Народной воли». В 1881 году арестован по доносу ярославского помещика и на 8 лет выслан в Сибирь. По болезни оставлен в Красноярске, оттуда переведён в Минусинск. В 1887 году переехал в Томск, а затем в Тобольск. Занимался литературной и исследовательской деятельностью по изучению Сибири — вместе с Д. А. Клеменцем участник экспедиции в Монголию и к истокам реки Абакан, один из основателей этнографического музея в Тобольске.
В 1888 году вернулся из ссылки, жил в Казани, Нижнем Новгороде, затем Санкт-Петербурге. Принимал активное участие в изданиях «Дело», «Слово», «Сибирская газета», «Волжский вестник» и других. С 1892 по март 1913 года был членом редакции журнала «Русское богатство», с 1912 по август 1914 один из редакторов народнического журнала «Заветы». Умер 27 июня (10 июля) 1916 года в Санкт-Петербурге.

## Семья

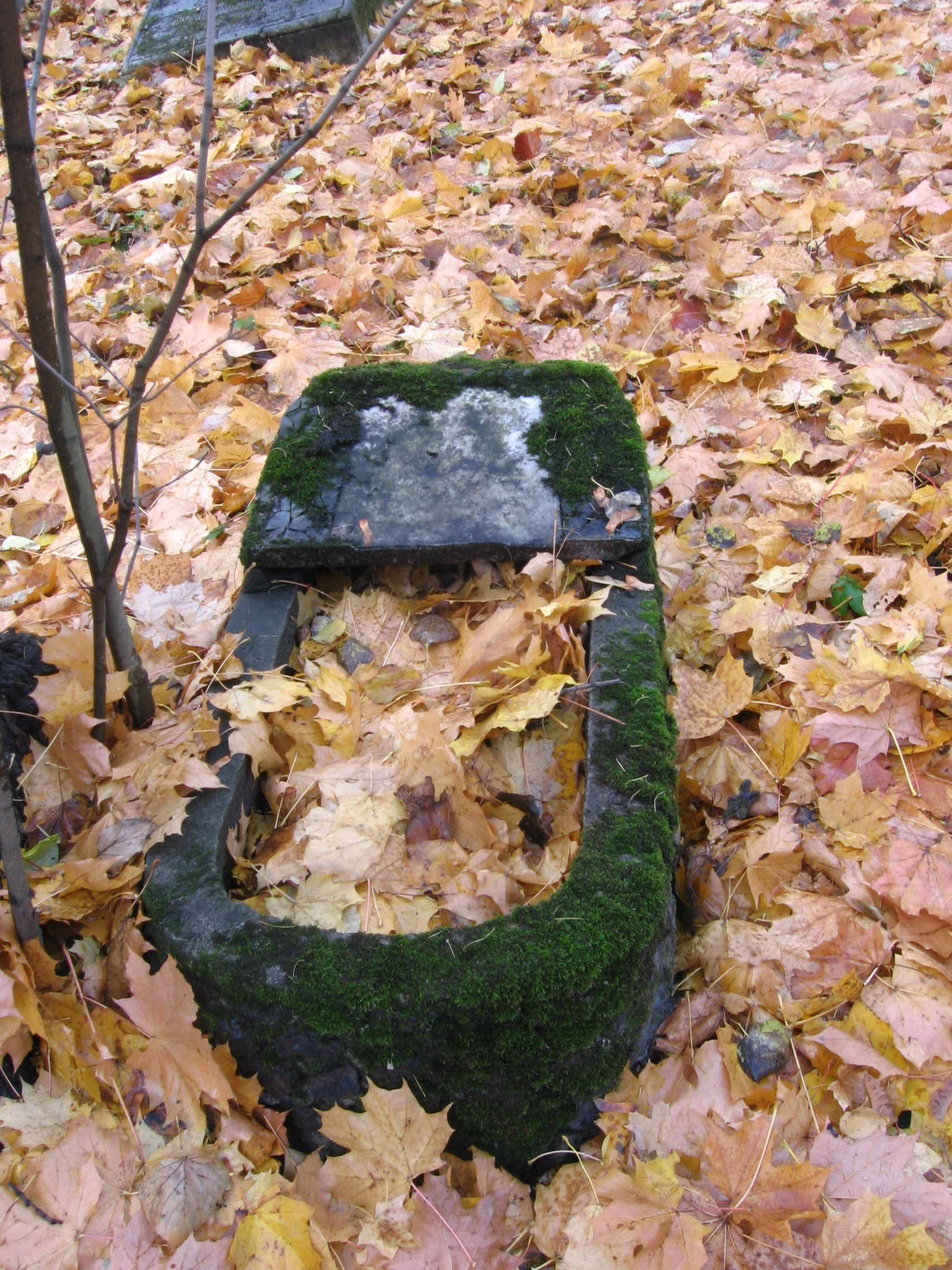
Надгробие А. И. Иванчина-Писарева на Литераторских мостках

- Первая жена (до 1874) — Полина Александровна Иванчина-Писарева (в девичестве Шипова)
- Вторая жена (с 1875) — Мария Павловна Лешерн фон Герцфельд (в девичестве Мейнгардт),  сестра Анны Павловны Прибылёвой-Корбы, в первом браке (до 1871) за инженером Александром Лешерн фон Герцфельдом.
- Третья жена (с начала 1900-х) — Софья Абрамовна Иванчина-Писарева (в девичестве Брагинская),  сестра Марка Абрамовича Брагинского — .